# Olympischer Eid
Der olympische Eid ist das bei der Eröffnungsfeier der Olympischen Spiele von aktiven Sportlern des gastgebenden Landes sowie je einem Kampfrichter und einem Trainer abgegebene Versprechen, den Fair-Play/Fairness-Gedanken zu beachten. Der Eid wurde erstmals bei den Olympischen Sommerspielen in Antwerpen 1920 vom belgischen Fechter Victor Boin geschworen.
Der olympische Eid ist neben dem Fackellauf mit der Entzündung des olympischen Feuers das zweite antikisierende Element des Eröffnungsrituals der Olympischen Spiele der Neuzeit. Die Rituale basieren auf dem antiken Vorbild dieser Zeremonie.
Bei den Olympischen Sommerspielen 2020 wurde erstmals der olympische Eid von jeweils 3 Frauen und 3 Männern gesprochen.
Eine eigene Eidesformel hat der Special Olympics Eid, der bei Großereignissen von Special Olympics, der weltweit größten Sportbewegung für Menschen mit geistiger Behinderung und Mehrfachbehinderung, verwendet wird.

## Versionen
Bis 1964 lautete die Fassung des Schwurs:
„Wir schwören, dass wir an den Olympischen Spielen als ehrenwerte Kämpfer teilnehmen, die Regeln der Spiele achten und uns bemühen werden, ritterliche Gesinnung zu zeigen, zur Ehre unseres Vaterlandes und zum Ruhme des Sports.“
Die darauffolgende Modifizierung nahm dem Text den Charakter eines Schwurs und wurde eher zu einem Versprechen:
„Im Namen aller Teilnehmer verspreche ich, dass wir uns bei den Olympischen Spielen als loyale Wettkämpfer erweisen, ihre Regeln achten und teilnehmen im ritterlichen Geist zum Ruhme des Sports und zur Ehre unserer Mannschaften.“
Ab den Olympischen Sommerspielen in München 1972 wurden auch mit einem ähnlichen Gelöbnis die Kampfrichter „vereidigt“. Seit den Olympischen Sommerspielen in Sydney 2000 enthält der olympische Eid auch eine Antidopingklausel, die im Dezember 1999 von der IOC-Vollversammlung verabschiedet wurde.
Bis zu den Olympischen Sommerspielen 2016 lautete der Eid:
„Im Namen aller Athleten verspreche ich, dass wir an den Olympischen Spielen teilnehmen und dabei die gültigen Regeln respektieren und befolgen und uns dabei einem Sport ohne Doping und ohne Drogen verpflichten, im wahren Geist der Sportlichkeit, für den Ruhm des Sports und die Ehre unserer Mannschaft.“
Am 17. September 2017 gab das IOC bekannt, dass bei zukünftigen Eröffnungsfeiern ein Eid von jeweils einem Athleten, Kampfrichter und Trainer gemeinsam vorgetragen wird. Dieser lautet:
„Im Namen aller Athleten/Kampfrichter/Trainer verspreche ich, dass wir an den Olympischen Spielen teilnehmen und dabei die gültigen Regeln respektieren und diese im Sinne des Fair-Play einhalten. Wir alle verpflichten uns zum Sport ohne Doping und Betrug. Wir tun dies zum Ruhm des Sports, für die Ehre unserer Mannschaften und für die Achtung der grundsätzlichen Prinzipien der Olympischen Bewegung.“
Am 14. Juli 2021 wurde durch das IOC ein neuer olympischer Eid bekannt gegeben. Dieser wurde bei den Spielen von Tokio 2020 (23. Juli bis zum 8. August 2021) erstmals verwendet. Der Eid wird seither von einem Athleten und einer Athletin gesprochen. Für Trainer und Kampfrichter sind unterschiedliche Varianten verwendet worden, wobei jedoch auf Geschlechterparität geachtet wird. Der neue Eid im Wortlaut:
„Im Namen der Athletinnen und Athleten", "Im Namen aller Kampfrichterinnen und Kampfrichter" oder "Im Namen aller Trainerinnen und Trainer und Offiziellen. Wir geloben, an diesen Olympischen Spielen teilzunehmen und die Regeln zu respektieren und einzuhalten, im Geiste des Fairplay, der Inklusion und der Gleichberechtigung. Gemeinsam stehen wir solidarisch und verpflichten uns zu einem Sport ohne Doping, ohne Betrug, ohne jegliche Form von Diskriminierung. Wir tun dies für die Ehre unserer Teams, in Respekt vor den Grundprinzipien des olympischen Geistes und um die Welt durch Sport zu einem besseren Ort zu machen.“

## Sprecher/Sprecherin
| Spiele                              | Sportler                                  | Kampfrichter              | Trainer                  |
| ----------------------------------- | ----------------------------------------- | ------------------------- | ------------------------ |
| Olympische Sommerspiele 1920        | Victor Boin                               | —                         | —                        |
| Olympische Winterspiele 1924        | Camille Mandrillon                        | —                         | —                        |
| Olympische Sommerspiele 1924        | Géo André                                 | —                         | —                        |
| Olympische Winterspiele 1928        | Hans Eidenbenz                            | —                         | —                        |
| Olympische Sommerspiele 1928        | Harry Dénis                               | —                         | —                        |
| Olympische Winterspiele 1932        | Jack Shea                                 | —                         | —                        |
| Olympische Sommerspiele 1932        | George Calnan                             | —                         | —                        |
| Olympische Winterspiele 1936        | Willy Bogner                              | —                         | —                        |
| Olympische Sommerspiele 1936        | Rudolf Ismayr                             | —                         | —                        |
| Olympische Winterspiele 1948        | Bibi Torriani                             | —                         | —                        |
| Olympische Sommerspiele 1948        | Don Finlay                                | —                         | —                        |
| Olympische Winterspiele 1952        | Torbjørn Falkanger                        | —                         | —                        |
| Olympische Sommerspiele 1952        | Heikki Savolainen                         | —                         | —                        |
| Olympische Winterspiele 1956        | Giuliana Chenal Minuzzo                   | —                         | —                        |
| Olympische Sommerspiele 1956        | John Landy Henri Saint Cyr (Reiterspiele) | —                         | —                        |
| Olympische Winterspiele 1960        | Carol Heiss                               | —                         | —                        |
| Olympische Sommerspiele 1960        | Adolfo Consolini                          | —                         | —                        |
| Olympische Winterspiele 1964        | Paul Aste                                 | —                         | —                        |
| Olympische Sommerspiele 1964        | Takashi Ono                               | —                         | —                        |
| Olympische Winterspiele 1968        | Léo Lacroix                               | —                         | —                        |
| Olympische Sommerspiele 1968        | Pablo Garrido                             | —                         | —                        |
| Olympische Winterspiele 1972        | Keiichi Suzuki                            | Fumio Asaki               | —                        |
| Olympische Sommerspiele 1972        | Heidi Schüller                            | Heinz Pollay              | —                        |
| Olympische Winterspiele 1976        | Werner Delle Karth                        | Willi Köstinger           | —                        |
| Olympische Sommerspiele 1976        | Pierre St. Jean                           | Maurice Fauget            | —                        |
| Olympische Winterspiele 1980        | Eric Heiden                               | Richard McDermott         | —                        |
| Olympische Sommerspiele 1980        | Nikolai Andrianow                         | Alexander Medwed          | —                        |
| Olympische Winterspiele 1984        | Bojan Križaj                              | Dragan Perovic            | —                        |
| Olympische Sommerspiele 1984        | Edwin Moses                               | Sharon Weber              | —                        |
| Olympische Winterspiele 1988        | Pierre Harvey                             | Suzanna Morrow-Francis    | —                        |
| Olympische Sommerspiele 1988        | Hur Jae                                   | Lee Hak-Rae               | —                        |
| Olympische Winterspiele 1992        | Surya Bonaly                              | Pierre Bornat             | —                        |
| Olympische Sommerspiele 1992        | Luis Doreste                              | Eugeni Asensio            | —                        |
| Olympische Winterspiele 1994        | Vegard Ulvang                             | Kari Kåring               | —                        |
| Olympische Sommerspiele 1996        | Teresa Edwards                            | Hobie Billingsley         | —                        |
| Olympische Winterspiele 1998        | Kenji Ogiwara                             | Junko Hiramatsu           | —                        |
| Olympische Sommerspiele 2000        | Rechelle Hawkes                           | Peter Kerr                | —                        |
| Olympische Winterspiele 2002        | Jim Shea                                  | Allen Church              | —                        |
| Olympische Sommerspiele 2004        | Zoi Dimoschaki                            | Lazaros Voreadis          | —                        |
| Olympische Winterspiele 2006        | Giorgio Rocca                             | Fabio Bianchetti          | —                        |
| Olympische Sommerspiele 2008        | Zhang Yining                              | Huang Liping              | —                        |
| Olympische Winterspiele 2010        | Hayley Wickenheiser                       | Michel Verrault           | —                        |
| Olympische Jugend-Sommerspiele 2010 | Caroline Rosanna Chew Pei Jia             | Syed Abdul Kadir          | David Lim Fong Jock      |
| Olympische Jugend-Winterspiele 2012 | Christina Ager                            | Peter Zenz                | Angelika Neuner          |
| Olympische Sommerspiele 2012        | Sarah Stevenson                           | Mik Basi                  | Eric Farrell             |
| Olympische Winterspiele 2014        | Ruslan Sacharow                           | Wjatscheslaw Wedenin      | Anastassija Popkowa      |
| Olympische Jugend-Sommerspiele 2014 | Fan Zhendong                              | Zhou Qiurui               | Li Rongxiang             |
| Olympische Jugend-Winterspiele 2016 | Maia Ramsfjell                            | Thomas Pettersen          | Sandra Alisa Lyngstand   |
| Olympische Sommerspiele 2016        | Robert Scheidt                            | Martinho Nobre            | Adriana Santos           |
| Olympische Winterspiele 2018        | Mo Tae-bum                                | Kim Woo-sik               | Park Ki-ho               |
| Olympische Jugend-Sommerspiele 2018 | Teresa Romairone                          | Lorena McColl             | Carlos Retegui           |
| Olympische Jugend-Winterspiele 2020 | Noah Bodenstein                           | Eric Catanio              | Stefan Meienberg         |
| Olympische Sommerspiele 2020        | Ryota Yamagata Kasumi Ishikawa            | Masato Kato Asumi Tsuzaki | Kōsei Inoue Reika Utsugi |
| Olympische Winterspiele 2022        | Wang Qiang Liu Jiayu                      | Tao Yongchun              | Ji Xiaoou                |
| Olympische Sommerspiele 2024        | Mélina Robert-Michon Florent Manaudou     | Mélanie Tran              | Christophe Massina       |

## Kampfrichtereid
Der sogenannte Kampfrichtereid wird allerdings auch bei anderen Sportereignissen, wie Weltmeisterschaften, verwendet. Die Formel dazu lautet:
„Bei meiner Ehre erkläre ich, dass ich mich als Kampfrichter nur vom Geiste der sportlichen Fairness und der Würde des Sports leiten lassen werde. Ich verpflichte mich, die gezeigten Leistungen ohne Rücksicht auf die Person oder die Nation gewissenhaft zu beurteilen.“

## Special Olympics Eid
Der Special Olympics Eid lautet: „Ich will gewinnen! Doch wenn ich nicht gewinnen kann, so will ich mutig mein Bestes geben!“ Er wird bei Großereignissen von Special Olympics, der weltweit größten Sportbewegung für Menschen mit geistiger Behinderung und Mehrfachbehinderung, gesprochen.